# 10 juli
10 juli is de 191ste dag van het jaar (192ste dag in een schrikkeljaar) in de gregoriaanse kalender. Hierna volgen nog 174 dagen tot het einde van het jaar.

## Gebeurtenissen
- Algemeen
  - 1911 - Brand in twaalf panden op de Dam te Zaandam, zes doden.
  - 1976 - Bij de chemische fabriek Icmesa in het Italiaanse stadje Seveso komt een uiterst giftige gaswolk vrij. Pas na twee weken beseffen de autoriteiten de omvang van de milieuramp.
  - 1985 - De Rainbow Warrior, het schip van Greenpeace, wordt door de Franse geheime dienst met twee landmijnen tot zinken gebracht in de haven van Auckland (Nieuw-Zeeland).
  - 1989 - De sultan van Brunei, volgens Money Magazine de rijkste man ter wereld, wordt in Londen bestolen voor een waarde van 10 miljoen pond, circa 35 miljoen gulden.
  - 2018 - In Thailand worden de laatste kinderen van een lokaal voetbalelftal en hun trainer gered uit de ondergelopen grot Tham Luang. Ze zaten daar sinds 23 juni vast.
  - 2023 - Uitbarsting van de Fagradalsfjall vulkaan op IJsland.[1]
- Criminaliteit en veiligheid
  - 1990 - De Colombiaanse politie arresteert elf naaste medewerkers van de gezochte cocaïnebaron Pablo Escobar. El Patron zelf bevindt zich op hetzelfde terrein als de arrestanten, maar hij weet ternauwernood te ontkomen.[2]
- Economie
  - 1974 - Arabische landen heffen hun olieboycot tegen Nederland op.
- Infrastructuur
  - 1991 - De Liefkenshoektunnel ten noorden van Antwerpen onder de Schelde wordt geopend.
- Kunst en cultuur
  - 1971 - Godfried Bomans begint een verblijf van één week op Rottumerplaat.
  - 2008 - De film Hoe overleef ik mezelf? krijgt een Gouden Film voor het behalen van de eerste 100.000 bezoekers.
- Oorlog
  - 1940 - Begin van de slag om Engeland.
  - 1943 - Begin van de geallieerde invasie op het Italiaanse eiland Sicilië.
  - 1945 - De Nederlandse onderzeeboot O 19 wordt door de bemanning van de Amerikaanse onderzeeboot Cod vernietigd omdat het vastzit op een rif.
  - 1999 - De Colombiaanse regering stelt een avondklok in na het oplaaien van het geweld tussen de linkse rebellenbeweging FARC en het nationale leger.
- Muziek
  - 1964 - Het Beatles album A Hard Day's Night en de gelijknamige single komen uit in het Verenigd Koninkrijk.
- Politiek
  - 138 - Keizer Hadrianus overlijdt na een hartstilstand in zijn villa in Baia. Na zijn dood wordt hij bijgezet in het mausoleum van Hadrianus (Engelenburcht).
  - 1584 - Willem van Oranje wordt in Delft neergeschoten door Balthasar Gerards.
  - 1890 - Wyoming wordt de 44e deelstaat van de Verenigde Staten.[3]
  - 1973 - De Bahama's krijgen onafhankelijkheid binnen het Brits Gemenebest.
  - 1990 - Wit-Rusland wordt onafhankelijk.
  - 1990 - Op het achtentwintigste congres van de Communistische Partij in Moskou wordt Michael Gorbatsjov herkozen tot partijleider.
  - 1991 - Boris Jeltsin begint aan zijn termijn van vijf jaar als eerste gekozen president van Rusland.
  - 1992 - In Miami wordt de voormalige leider van Panama, Manuel Noriega, veroordeeld tot veertig jaar gevangenisstraf voor drugshandel en fraude.
  - 2003 - De ontwerp-grondwet van de Europese Unie wordt gepresenteerd.
  - 2012 - President Traian Basescu van Roemenië draagt achter gesloten deuren officieel de macht over aan Crin Antonescu, de voorzitter van het parlement.
  - 2016 - Zo'n 25.000 Venezolanen maken gretig gebruik van het feit dat voor het eerst in elf maanden de grens met Colombia is opengezet en rijden naar Cúcuta om levensmiddelen en medicijnen in te slaan.
  - 2023 - Minister-president Mark Rutte kondigt zijn vertrek uit de politiek aan. Dit nadat het kabinet-Rutte IV drie dagen daarvoor viel over het asielvraagstuk.[4]
- Religie
  - 1862 - Canonisatie van de HH. Paulus Miki en gezellen ("de 26 martelaren van Nagasaki").
  - 1993 - Benoeming van Frans Wiertz tot bisschop van Roermond in Nederland.
- Sport
  - 1960 - De Sovjet-Unie wint in Parijs de allereerste Europese titel door Joegoslavië na verlenging met 2-1 te verslaan in de finale van het EK voetbal.
  - 1973 - Oprichting van de Poolse voetbalclub Korona Kielce.
  - 1978 - Martina Navrátilová lost Chris Evert na 140 weken af als de nummer één op de wereldranglijst der proftennissters. De geboren Tsjechische moet die positie na 26 weken weer afstaan aan haar Amerikaanse collega.
  - 1999 - Amerika wint het derde WK voetbal voor vrouwen door China in de finale na strafschoppen te verslaan.
  - 2002 - Ronald Gram brengt in Nijmegen het Nederlands record kogelslingeren op een afstand van 71,77 meter.
  - 2005 - De Zwitserse wielrenster Nicole Brändli wint de Ronde van Italië voor vrouwen met ruim een minuut voorsprong op de Spaanse Joane Somarriba. Edita Pučinskaitė uit Litouwen eindigt als derde.
  - 2005 - Opening van het Liberty Stadium, een multifunctioneel stadion in Swansea, Wales.
  - 2008 - Miroslav Blažević wordt aangesteld als bondscoach van het Bosnisch voetbalelftal.
  - 2014 - De Argentijnse voetbalbond (AFA) moet een boete van omgerekend 247.000 euro betalen omdat het land zich bij het WK voetbal 2014 niet aan de regels rond de persconferenties heeft gehouden.
  - 2016 - Bij de EK atletiek in Amsterdam wint Dafne Schippers haar tweede gouden medaille, op het onderdeel 4 x 100 meter estafette voor vrouwen.
  - 2016 - Portugal wint het EK voetbal in en tegen Frankrijk.
  - 2016 - Tom Dumoulin wint de negende etappe van de Ronde van Frankrijk 2016 in Andorre Arcalis.
  - 2024 - Nederland verliest de halve finale van het EK 2024 met 2-1 van Engeland door een doelpunt in de laatste minuut van Ollie Watkins.
  - 2025 - Sem Verbeek wint verrassend samen met Kateřina Siniaková het gemengd dubbelspel op Wimbledon.
- Wetenschap en technologie
  - 1908 - Heike Kamerlingh Onnes maakt voor het eerst helium vloeibaar.
  - 1962 - Lancering van de eerste communicatiesatelliet Telstar I, de eerste particulier gesponsorde satelliet.[5]
  - 1985 - Na veel weerstand tegen de nieuwe smaak van cola herintroduceert Coca-Cola de oude formule onder de naam Coca-Cola Classic.
  - 2003 - Astronomen vinden in een bolvormige sterrenhoop een planeet, ruim 2 keer zo zwaar als Jupiter, van 13 miljard jaar oud, veel ouder dan alle tot dan toe gevonden planeten.
  - 2003 - Wikibooks wordt gestart.
  - 2010 - De ruimtesonde Rosetta vliegt voorbij de planetoïde (21) Lutetia.

## Geboren

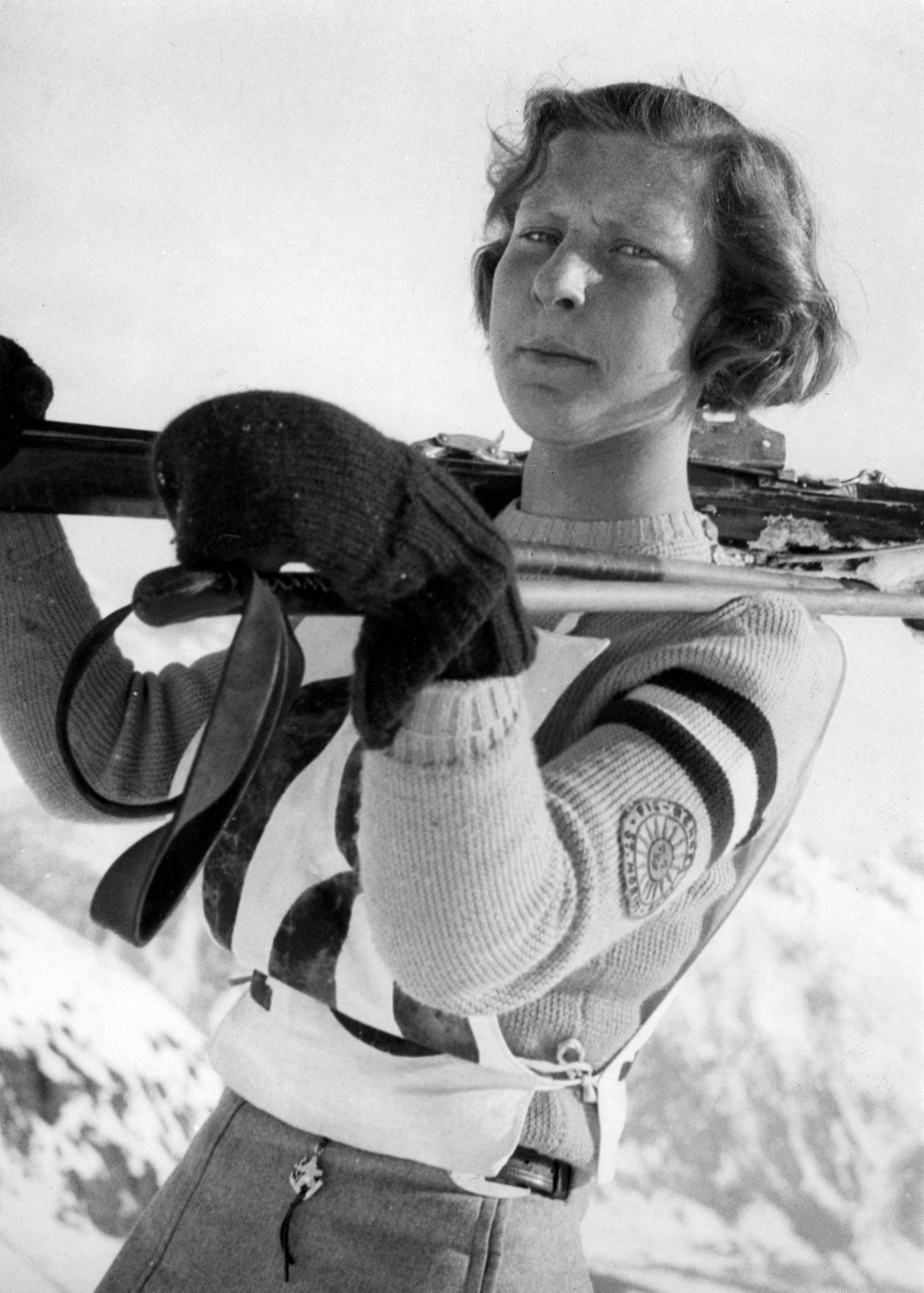
Gratia Schimmelpenninck van der Oye
geboren in 1912

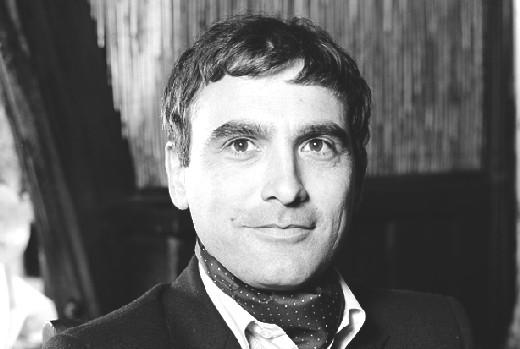
Rik Felderhof
geboren in 1948

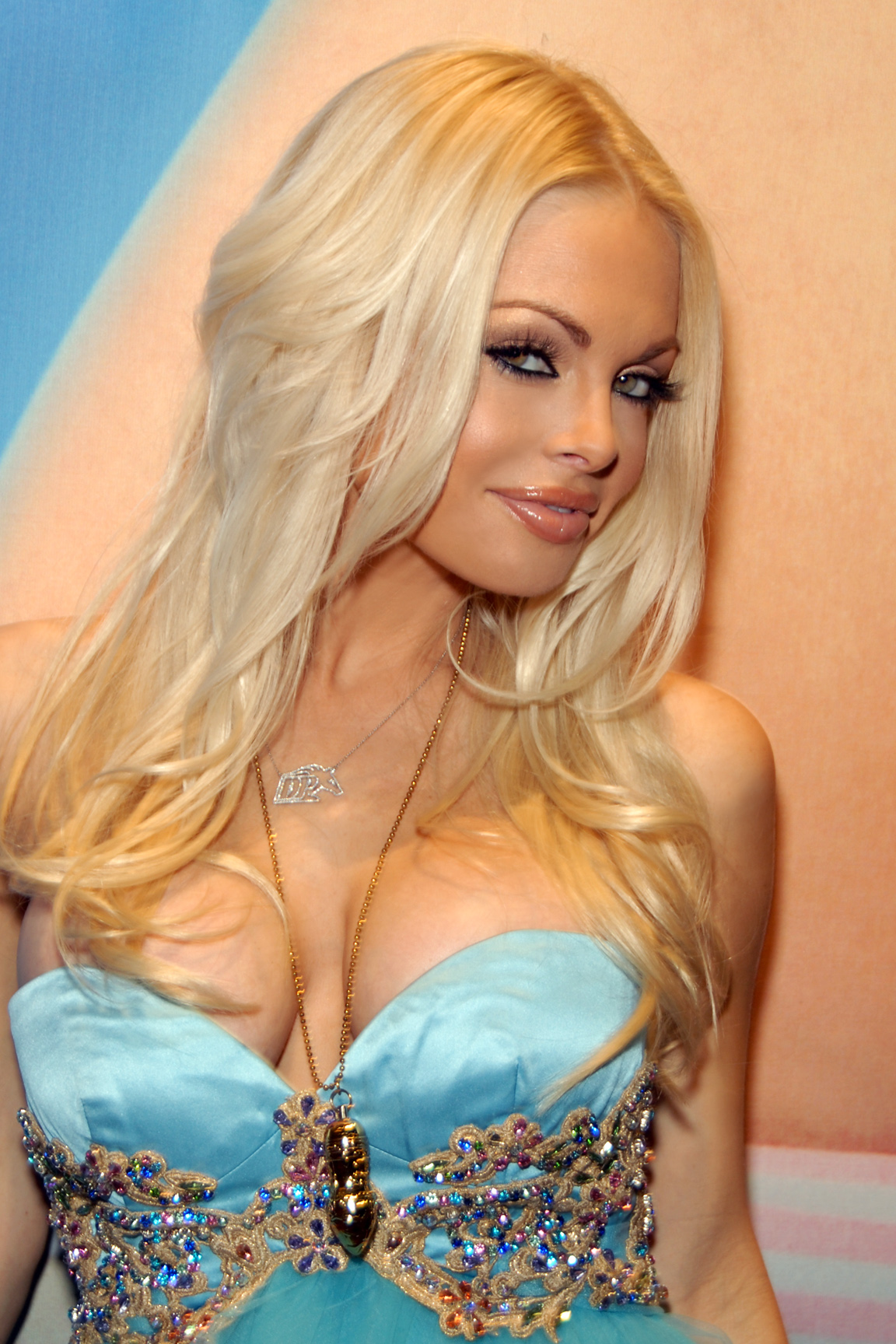
Jesse Jane
geboren in 1980

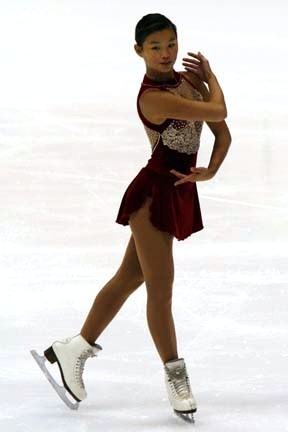
Eva Lim
geboren in 1992

- 1456 - Margaretha van Palts-Zweibrücken, Duits abdis (overleden 1527)
- 1509 - Johannes Calvijn, Frans-Zwitsers theoloog en kerkhervormer (overleden 1564)
- 1606 - Corfitz Ulfeldt, Deens staatsman (overleden 1664)
- 1723 - William Blackstone, Engels rechtsgeleerde (overleden 1780)
- 1724 - Eva Ekeblad, Zweeds agronoom, wetenschapper, saloniste en gravin (overleden 1786)
- 1792 - George Dallas, Amerikaans vicepresident van 1845-1849 (overleden 1864)
- 1796 - Carl Henrik Boheman, Zweeds entomoloog (overleden 1868)
- 1830 - Camille Pissarro, Frans schilder (overleden 1903)
- 1835 - Ferdinand IV van Toscane (overleden 1908)
- 1856 - Nikola Tesla, Servisch-Amerikaans uitvinder, elektrotechnicus en natuurkundige (overleden 1943)
- 1867 - Max van Baden, Duits militair en politicus (overleden 1929)
- 1871 - Marcel Proust, Frans schrijver (overleden 1922)
- 1875 - Edmund Clerihew Bentley, Brits auteur (overleden 1956)
- 1875 - Mary McLeod Bethune, Amerikaans burgerrechtenactiviste (overleden 1955)
- 1877 - Hélène Dutrieu, Belgisch pilote (overleden 1961)
- 1878 - Otto Freundlich, Duits schilder, graficus en beeldhouwer (overleden 1943)
- 1883 - Johannes Blaskowitz, Duits militair (overleden 1948)
- 1888 - Giorgio de Chirico, Grieks-Italiaans schilder (overleden 1978)
- 1888 - Anna Haag, Duits auteur, pacifist, politicus en vrouwenrechtenactiviste (overleden 1982)
- 1892 - Spessard Holland, Amerikaans politicus (overleden 1971)
- 1895 - Carl Orff, Duits componist (overleden 1982)
- 1896 - Georg Trump, Duits kunstenaar, typograaf, letterontwerper, schilder en docent (overleden 1985)
- 1902 - Kurt Alder, Duits scheikundige (overleden 1958)
- 1903 - John Wyndham, Brits auteur (overleden 1969)
- 1907 - Lies Aengenendt, Nederlands atlete (overleden 1988)
- 1907 - Blind Boy Fuller, Amerikaans bluesmuzikant (overleden 1941)
- 1910 - Jaap van Praag, Nederlands voetbalbestuurder (overleden 1987)
- 1910 - Edgardo Toetti, Italiaans atleet (overleden 1968)
- 1912 - Gratia Schimmelpenninck van der Oye, eerste Nederlandse vrouw op Olympische Winterspelen (overleden 2012)
- 1912 - Amalia Solórzano, first lady van Mexico (overleden 2008)
- 1914 - Joe Shuster, bedenker Superman (overleden 1992)
- 1918 - Fred Wacker, Amerikaans autocoureur (overleden 1998)
- 1920 - Milo Anstadt, Nederlands journalist, schrijver, regisseur en programmamaker (overleden 2011)
- 1920 - Owen Chamberlain, Amerikaans natuurkundige en Nobelprijswinnaar (overleden 2006)
- 1921 - Eunice Kennedy Shriver, Amerikaans oprichter van de Special Olympics (overleden 2009)
- 1922 - Johan Willem de Bruyn Kops, Engelandvaarder en Nederlands oorlogsheld (overleden 2008)
- 1922 - Jake LaMotta, Amerikaans bokser (overleden 2017)
- 1923 - Jeanette Kossmann, Nederlands grafisch ontwerper en letterontwerper (overleden 2016)
- 1925 - Mahathir Mohammed, Maleisisch politicus en ex-premier
- 1926 - Dzjaba Ioseliani, Georgisch politicus (overleden 2003)
- 1926 - Tony Settember, Amerikaans autocoureur (overleden 2014)
- 1927 - David Dinkins, Amerikaans Democratisch politicus; 1990-1993 burgemeester van New York (overleden 2020)
- 1927 - Paul Wühr, Duits schrijver (overleden 2016)
- 1928 - G.L. Durlacher, Nederlands schrijver (overleden 1996)
- 1928 - Alejandro de Tomaso, Argentijns-Italiaans autocoureur (overleden 2003)
- 1929 - Jef Cassiers, Belgisch acteur (overleden 1987)
- 1930 - Waldebert Devestel, Belgisch geestelijke (overleden 2022)
- 1931 - Jerry Herman, Amerikaans componist (overleden 2019)
- 1931 - Julian May, Amerikaans sf-auteur (overleden 2017)
- 1931 - Alice Munro, Canadees auteur (overleden 2024)
- 1932 - Carlo Abate, Italiaans autocoureur (overleden 2019)
- 1933 - Yang Chuan-kwang, Taiwanees atleet (overleden 2007)
- 1934 - Alfred Biolek, Duits televisiepresentator (overleden 2021)
- 1935 - Ton ter Linden, Nederlands kunstschilder en tuinontwerper
- 1936 - Pieter Neleman, Nederlands jurist (overleden 2021)
- 1938 - Paul Andreu, Frans architect (overleden 2018)
- 1938 - Hans-Peter Hallwachs, Duits (stem)acteur (overleden 2022)
- 1941 - Margreet Blanken, Nederlands actrice
- 1941 - Jake Eberts, Canadees filmproducer en -investeerder (overleden 2012)
- 1941 - David G. Hartwell, Amerikaans auteur (overleden 2016)
- 1941 - Ian Whitcomb, Brits zanger, entertainer, songwriter, platenproducer en acteur (overleden 2020)
- 1941 - Theo van Zee, Nederlands korfballer en korfbalcoach (overleden 2023)
- 1942 - Ronnie James Dio, Amerikaans zanger (overleden 2010)
- 1942 - Diane Hegarty, Amerikaans sataniste (overleden 2022)
- 1942 - Mirjana Marković, Servisch politiek ideologe (overleden 2019)
- 1942 - Sixto Rodriguez, Amerikaans folkmuzikant (overleden 2023)
- 1943 - Arthur Ashe, Amerikaans tennisser (overleden 1993)
- 1944 - Grandpa Elliott (Elliot Small), Amerikaans muzikant (overleden 2022)
- 1945 - Bert Boer, Nederlands predikant (overleden 2009)
- 1945 - Virginia Wade, Brits tennisster
- 1946 - Margreet Heemskerk, Nederlands actrice
- 1946 - Jean-Pierre Jarier, Frans autocoureur
- 1946 - Sue Lyon, Amerikaans actrice (overleden 2019)
- 1947 - Arlo Guthrie, Amerikaans folk-muzikant
- 1947 - Chicho Jesurun, Nederlands-Antilliaans honkballer, honkbalcoach en sportjournalist (overleden 2006)
- 1948 - Jan Bogaerts, Nederlands fotograaf
- 1948 - Christine Caron, Frans zwemster
- 1948 - Rik Felderhof, Nederlands televisieprogrammamaker
- 1948 - Ger Groeneveld, Nederlands kunstenaar
- 1950 - Mario Soto, Chileens voetballer
- 1951 - Donato Bilancia, Italiaans seriemoordenaar (overleden 2020)
- 1952 - Peter van Heemst, Nederlands politicus
- 1952 - Lee Hai-chan, Koreaans politicus
- 1952 - Wambali Mkandawire, Malawische zanger (overleden 2021)
- 1953 - Leonid Boerjak, Oekraïens voetballer en trainer
- 1953 - Stan Bush, Amerikaans zanger, gitarist en songwriter
- 1954 - Robby Malhoe, Surinaams politicus (overleden 2023)
- 1954 - Neil Tennant, Brits zanger
- 1955 - Johan Bonny, Belgisch bisschop
- 1955 - Héctor Puebla, Chileens voetballer
- 1956 - Frank Stapleton, Iers voetballer en voetbalcoach
- 1958 - Béla Fleck, Amerikaans muzikant
- 1958 - Gio Lippens, Nederlands sportverslaggever
- 1959 - Corinne Hofman, Nederlands archeologe
- 1959 - Moniek Vermeulen, Belgisch kinderboekenschrijfster
- 1963 - Bruno Bruins, Nederlands politicus
- 1964 - Wilfried Peeters, Belgisch wielrenner
- 1965 - Danny Boffin, Belgisch voetballer
- 1965 - Jannie Haek, Belgisch topambtenaar
- 1965 - Mitar Mrkela, Servisch voetballer
- 1966 - Hiroki Azuma, Japans voetballer
- 1966 - Andrea Betzner, Duits tennisster
- 1967 - Virgil Breetveld, Nederlands voetballer
- 1968 - Hassiba Boulmerka, Algerijns atlete
- 1968 - Pedro Tragter, Nederlands motorcrosser
- 1969 - Alexandra Hedison, Amerikaans actrice en fotografe
- 1969 - Jonas Kaufmann, Duits operazanger
- 1969 - Heidi Van Collie, Belgisch atlete
- 1970 - Jason Orange, Brits zanger
- 1970 - John Simm, Brits acteur
- 1971 - Diederik Samsom, Nederlands politicus
- 1972 - Peter Serafinowicz, Engels acteur
- 1972 - Sofía Vergara, Colombiaans actrice
- 1974 - Andrea Nuyt, Nederlands schaatsster
- 1974 - Víctor Hugo Peña, Colombiaans wielrenner
- 1975 - Nina De Man, Belgisch (muziek)journaliste en presentatrice
- 1975 - Gerhard Grobelnik, Oostenrijks voetbalscheidsrechter
- 1975 - Stefán Karl Stefánsson, IJslands acteur (overleden 2018)
- 1976 - Wilfried Cretskens, Belgisch wielrenner
- 1976 - José Edmílson, Braziliaans voetballer
- 1976 - Ludovic Giuly, Frans voetballer
- 1976 - Adrian Grenier, Amerikaans acteur en muzikant
- 1976 - Giuseppe Maddaloni, Italiaans judoka
- 1976 - Anthony Pengel, Nederlands rapper
- 1978 - Silvino Soares, Portugees voetballer
- 1979 - Wimmie Bouma, Nederlands zanger
- 1979 - Andrej Romanov, Russisch autocoureur
- 1979 - Tobias Unger, Duits atleet
- 1980 - Jesse Jane, Amerikaans pornoactrice en model (overleden 2024)
- 1980 - Claudia Leitte, Braziliaans zangeres
- 1980 - Jessica Simpson, Amerikaans zangeres
- 1981 - Giancarlo Serenelli, Venezolaans autocoureur
- 1981 - Sjoerd Sjoerdsma, Nederlands Tweede Kamerlid
- 1982 - Chemmy Alcott, Brits alpineskiester
- 1982 - Sebastian Mila, Pools voetballer
- 1983 - Golshifteh Farahani, Iraans actrice en pianiste
- 1983 - Boniface Mwangi, Keniaans fotojournalist en vredesactivist
- 1983 - Joelija Vakoelenko, Oekraïens tennisster
- 1984 - Mark González, Chileens voetballer
- 1984 - Eva Koreman, Nederlands dj en presentatrice
- 1985 - Mario Gómez, Duits voetballer
- 1985 - Park Chu-young, Zuid-Koreaans voetballer
- 1985 - Miljuschka Witzenhausen, Nederlands presentatrice, vj en actrice
- 1986 - Wyatt Russell, Amerikaans acteur en voormalig ijshockeyspeler
- 1987 - Steffen Deibler, Duits zwemmer
- 1989 - Carlos Zambrano, Peruviaans voetballer
- 1990 - Veronica Kristiansen, Noors handbalster
- 1990 - Nicolás Naranjo, Argentijns wielrenner (overleden 2021)
- 1990 - Elena Runggaldier, Italiaans schansspringster
- 1991 - Jeffrey Gouweleeuw, Nederlands voetballer
- 1991 - Nikita Katsalapov, Russisch kunstschaatser
- 1992 - Eva Lim, Nederlands kunstrijdster
- 1992 - Kelley Mack, Amerikaans actrice (overleden 2025)
- 1994 - Kwasi Okyere Wriedt, Ghanees voetballer
- 1995 - Trayvon Bromell, Amerikaans atleet
- 1995 - Keaton McCargo, Amerikaans freestyleskiester
- 1996 - Xu Nuo, Chinees freestyleskiester
- 1997 - Ebba Andersson, Zweeds langlaufster
- 1998 - Angus Cloud, Amerikaans acteur (overleden 2023)
- 1999 - Peruth Chemutai, Oegandees atlete
- 1999 - Meret Felde, Duits voetbalster
- 1999 - Choi San, Koreaans artiest ATEEZ
- 2000 - Jonathan Browne, Iers autocoureur
- 2001 - Shao Qi, Chinees freestyleskiester
- 2003 - Matteo Nannini, Italiaans autocoureur
- 2004 - Michael Kayode, Italiaans-Nigeriaans voetballer
- 2006 - Febe Copier, Nederlands voetbalster

## Overleden

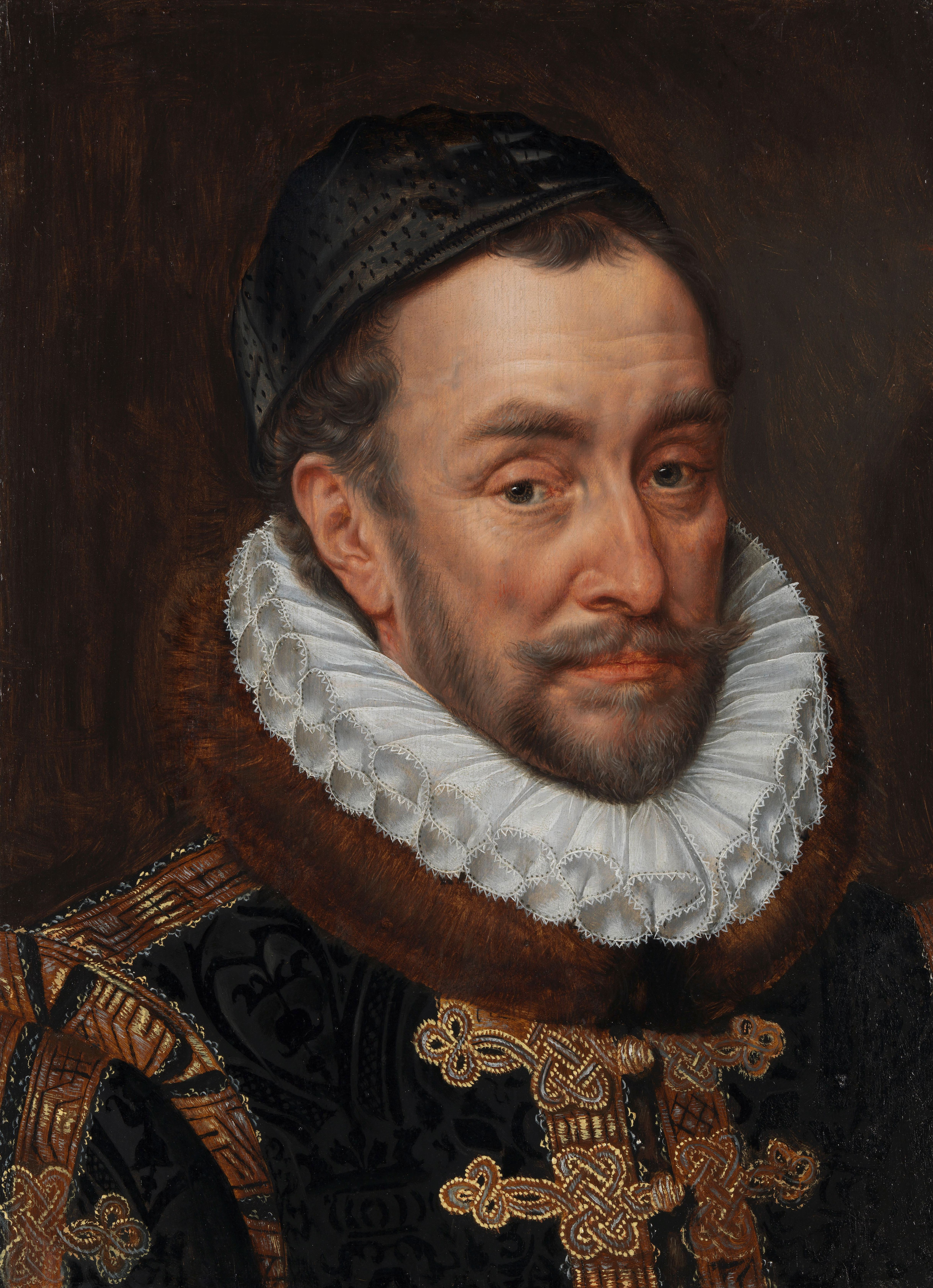
Willem van Oranje
overleden in 1584

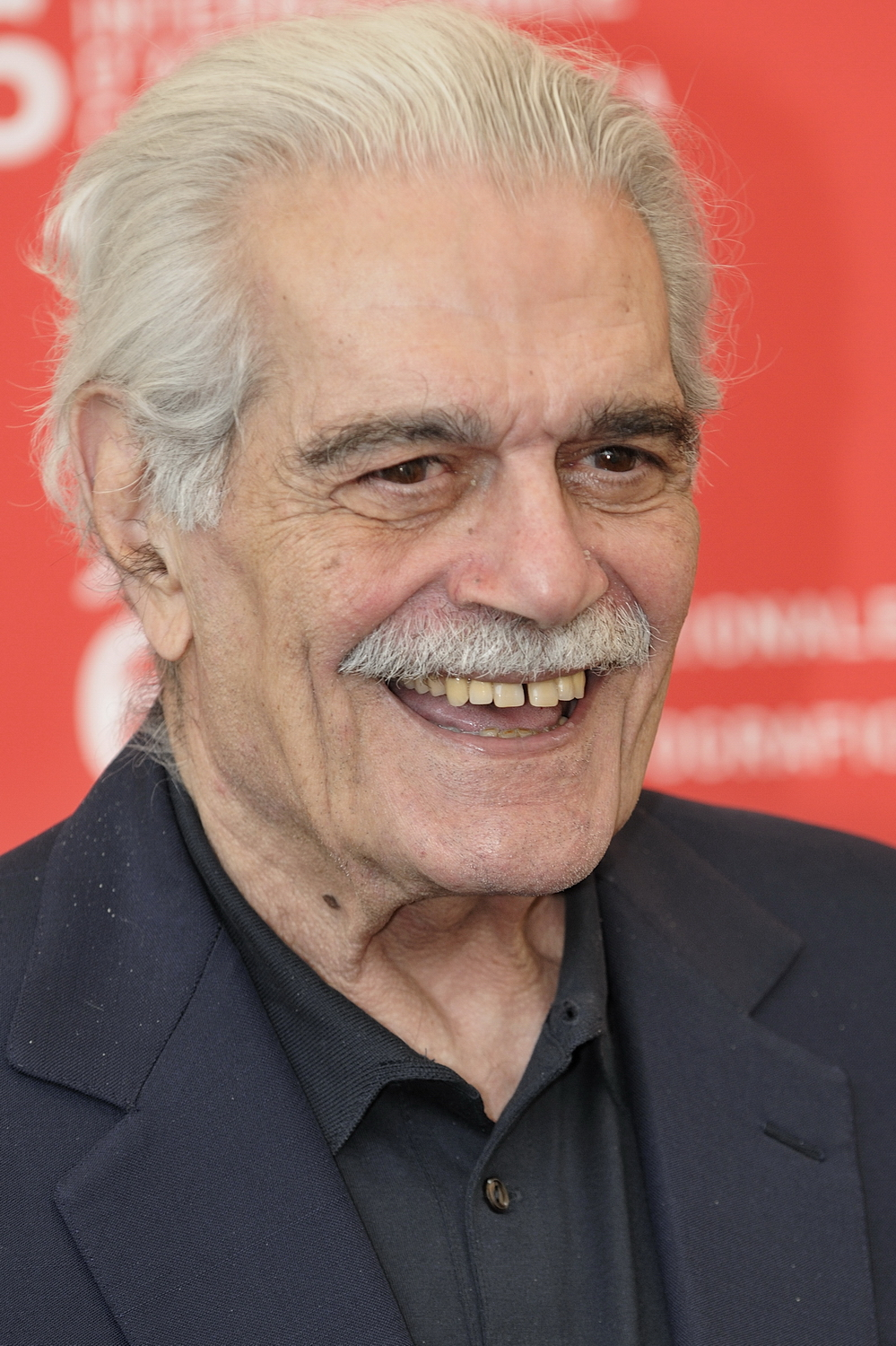
Omar Sharif
overleden in 2015

- 138 - Hadrianus (62), Romeins keizer
- 518 - Anastasios I (±88), keizer van het Oost-Romeinse rijk
- 983 - Benedictus VII, paus van 974 tot 983
- 1099 - El Cid (±59), Spaans ridder
- 1480 - René I van Anjou (71), koning van Napels
- 1559 - Hendrik II (40), Frans koning
- 1584 - Willem van Oranje (Willem de Zwijger) (51), Nederlands stadhouder
- 1584 - Francis Throckmorton (±30), Engels samenzweerder
- 1805 - Thomas Wedgwood (34), zoon van pottenbakker Josiah Wedgwood
- 1812 - Carl Ludwig Willdenow (46), Pruisisch botanicus
- 1820 - William Wyatt Bibb (38), Amerikaans politicus
- 1851 - Louis Daguerre (63), Frans schilder en een van de uitvinders van de fotografie
- 1884 - Karl Richard Lepsius (74), Duits egyptoloog
- 1884 - Paul Morphy (47), Amerikaans schaker
- 1889 - Julia Tyler (69), first lady van de Verenigde Staten
- 1907 - José Maria Basa (67), Filipijns koopman en patriot
- 1908 - Elisabeth van Saksen-Weimar-Eisenach (54)
- 1910 - Johann Gottfried Galle (98), Duits astronoom
- 1912 - Adolf Deucher (81), Zwitsers politicus
- 1915 - Hendrik Willem Mesdag (84), Nederlands schilder
- 1919 - Abraham Jacobi (89), Amerikaans kinderarts
- 1919 - Hugo Riemann (69), Duits musicoloog
- 1934 - Erich Mühsam (56), Duits schrijver en anarchist
- 1936 - Abraham Berge (84), Noors politicus
- 1955 - Jerry Hoyt (26), Amerikaans autocoureur
- 1955 - Ragnar Olson (74), Zweeds ruiter
- 1955 - Piero Valenzano (30), Italiaans autocoureur
- 1960 - Oscar Van Rumst (50), Belgisch atleet
- 1972 - Gejus van der Meulen (69), Nederlands voetballer
- 1975 - Achiel Van Acker (77), Belgisch politicus
- 1978 - Joe Davis (77), Brits snookerspeler
- 1982 - Karl Hein (74), Duits atleet
- 1985 - Fernando Pereira (35), Nederlands fotograaf
- 1989 - Mel Blanc (81), Amerikaans stemacteur
- 1989 - Jean-Michel Charlier (64), Belgisch stripauteur
- 1993 - Teodor Anioła (67), Pools voetballer
- 1996 - Albert Helman (92), Surinaams-Nederlands schrijver
- 2003 - Werner Stertzenbach (94), Duits journalist en verzetsstrijder
- 2004 - Inge Meysel (94), Duits actrice
- 2006 - Sjamil Basajev (41), Tsjetsjeens rebellenleider
- 2009 - Zena Marshall (84), Brits actrice
- 2011 - Roland Petit (87), Frans choreograaf
- 2012 - Dolphy (83), Filipijns acteur en komiek
- 2012 - Lothar Lammers (86), Duits ondernemer en uitvinder
- 2012 - Berthe Meijer (74), Nederlands journaliste en schrijfster
- 2012 - Marie Ellington (89), Amerikaans zangeres
- 2014 - Albert Hoeben (94), Nederlands marinier
- 2014 - On Kawara (81), Japans kunstenaar
- 2014 - Zohra Segal (102), Indiaas actrice en danseres
- 2015 - Roger Rees (71), Brits-Amerikaans acteur
- 2015 - Omar Sharif (83), Egyptisch acteur
- 2015 - Jon Vickers (88), Canadees tenor
- 2015 - Eric Wrixon (68), Brits rockmuzikant
- 2016 - Norbert Joos (55), Zwitsers berggids en -beklimmer
- 2018 - Kebede Balcha (66), Ethiopisch marathonloper
- 2018 - Mien Schopman-Klaver (107), Nederlands atlete
- 2019 - Valentina Cortese (96), Italiaans actrice
- 2020 - Jack Charlton (85), Engels voetballer en trainer
- 2020 - Lara van Ruijven (27), Nederlands shorttrackster
- 2020 - Olga Tass (91), Hongaars turnster
- 2021 - Esther Bejarano (96), Duits Holocaustoverlevende, antifasciste en zangeres
- 2023 - Marga Minco (103), Nederlands schrijfster
- 2023 - Ronald Van Rillaer (70), Belgisch acteur en cabaretier
- 2024 - Matthijs Röling (81), Nederlands kunstenaar
- 2024 - Joe Engle (91), Amerikaans astronaut
- 2024 - Thomas Höpker (88), Duits fotograaf

## Viering/herdenking

Bahama's

- Bahama's - Onafhankelijkheidsdag 1973
- Rooms-Katholieke kalender:
  - Heilige Amalberga van Maubeuge († c. 690) - Gedachtenis (in Vlaamse bisdommen)
  - Heilige Amelberga van Temse († c. 772) - Gedachtenis (in bisdom Gent)
  - Heilige Knoet IV van Denemarken († 1086)
  - Heiligen Rufina en Secunda van Rome († 257)
  - Heiligen 7 zonen van Felicitas († 165)
  - Heilige Bernardus van Quintavalle († c. 1241)
  - Heiligen Martelaren van Nicopolis: o.a. Leontius en Mauritius († c.329)
  - Maria, Koningin van de Vrede

## Weerextremen

### Nederland
| | Officiële records | Officiële records | Officiële records |      | Landelijke records | Landelijke records | Landelijke records |
| Gebeurtenis | Jaar              | Extreem           | Locatie           | Jaar | Extreem            | Locatie            |                    |
| --- | ----------------- | ----------------- | ----------------- | ---- | ------------------ | ------------------ | ------------------ |
| Laagste etmaalgemiddelde temperatuur (°C) | 1947              | 12,2              | De Bilt           |      | 1919               | 12,0               | Vlissingen         |
| Hoogste etmaalgemiddelde temperatuur (°C) | 1995              | 25,6              | De Bilt           |      | 2010               | 27,7               | Arcen              |
| Laagste minimumtemperatuur (°C) | 1925              | 5,1               | De Bilt           |      | 1967               | 3,4                | Deelen             |
| Hoogste minimumtemperatuur (°C) | 1923              | 19,6              | De Bilt           |      | 1995               | 20,0               | Vlissingen         |
| Laagste maximumtemperatuur (°C) | 1907              | 14,6              | De Bilt           |      | 1919               | 13,3               | Vlissingen         |
| Hoogste maximumtemperatuur (°C) | 2010              | 32,7              | De Bilt           |      | 2010               | 36,1               | Arcen              |
| Hoogste uurgemiddelde windsnelheid (m/s) | 1936, 1944        | 10,3              | De Bilt           |      | 2009               | 19,0               | Huibertgat         |
| Hoogste windstoot (m/s) | 2010              | 21,0              | De Bilt           |      | 2010               | 29,0               | Lelystad           |
| Langste zonneschijnduur (uur) | 1934              | 15,0              | De Bilt           |      | 1955               | 15,6               | De Kooy            |
| Langste neerslagduur (uur) | 2002, 2008        | 8,1               | De Bilt           |      | 2008               | 12,2               | Twenthe            |
| Hoogste etmaalsom van de neerslag (mm) | 2010              | 29,6              | De Bilt           |      | 2000               | 37,8               | Lelystad           |
| Laagste etmaalgemiddelde relatieve vochtigheid (%) | 1923              | 49                | De Bilt           |      | 1934               | 41                 | Maastricht         |
| Laagste uurwaarde luchtdruk op zeeniveau (hPa) | 2000              | 987,5             | De Bilt           |      | 2000               | 984,0              | Hoorn Terschelling |
| Hoogste uurwaarde luchtdruk op zeeniveau (hPa) | 1911              | 1033,1            | De Bilt           |      | 1911               | 1034,6             | De Kooy            |
| Officiële records worden altijd gemeten op het KNMI-weerstation in De Bilt. Landelijke records kunnen worden gemeten op elk officieel KNMI-weerstation in Nederland. |                   |                   |                   |      |                    |                    |                    |

Uitzonderlijke gebeurtenissen
- 1911 - Landelijk maandrecord hoogste uurwaarde luchtdruk op zeeniveau in hPa van juli gemeten in De Kooy: 1034,6. Samen met 8 juli 2013
- 1923 - Officieel hoogste minimumtemperatuur in °C van het jaar gemeten in De Bilt: 19,6
- 1923 - Eerste officiële tropische dag van het jaar (maximumtemperatuur ≥ 30 °C in De Bilt)
- 1959 - Officieel hoogste minimumtemperatuur in °C van het jaar gemeten in De Bilt: 17,7
- 1995 - Eerste officiële tropische dag van het jaar (maximumtemperatuur ≥ 30 °C in De Bilt)
- 2000 - Officieel maandrecord laagste uurwaarde luchtdruk op zeeniveau in hPa van juli gemeten in De Bilt: 987,5
- 2000 - Landelijk maandrecord laagste uurwaarde luchtdruk op zeeniveau in hPa van juli gemeten in Hoorn Terschelling: 984,0
- 2010 - Laatste officiële tropische dag van het jaar (maximumtemperatuur ≥ 30 °C in De Bilt)
- 2023 - Officieel hoogste uurwaarde luchtdruk op zeeniveau in hPa van juli dit jaar gemeten in De Bilt: 1021,6
- 2023 - Landelijk hoogste uurwaarde luchtdruk op zeeniveau in hPa van juli dit jaar gemeten in Maastricht: 1022,6

### België
Dagrecords
- 1879 - Laagste etmaalgemiddelde temperatuur 10,9 °C
- 1995 - Hoogste etmaalgemiddelde temperatuur 26,9 °C
- 1835 - Laagste minimumtemperatuur 7,4 °C
- 1941 - Hoogste maximumtemperatuur 35,7 °C[8]
- 1942 - Hoogste etmaalsom van de neerslag 74,5 mm. Dit is de natste dag ooit sinds 1833.[8]

Uitzonderlijke gebeurtenissen
- 1913 - Koudste juli-decade van de eeuw: gemiddelde temperatuur 12,4 °C.
- 1976 - Gemiddelde temperatuur van decade Ukkel: 25,0 °C. Warmste decennium van de eeuw (ex aequo met het laatste decennium van de voorbije maand juni).
- 2010 - In Postel (Mol) richt een tornado beperkte schade aan na een tropische dag in vrijwel het gehele land met temperaturen tot 37,4 °C in Kleine-Brogel (Peer).

<< · 1 · 2 · 3 · 4 · 5 · 6 · 7 · 8 · 9 · 10 · 11 · 12 · 13 · 14 · 15 · 16 · 17 · 18 · 19 · 20 · 21 · 22 · 23 · 24 · 25 · 26 · 27 · 28 · 29 · 30 · 31 · >>